# Póvoa de Rio de Moinhos
Póvoa de Rio de Moinhos is een plaats (freguesia) in de Portugese gemeente Castelo Branco en telt 685 inwoners (2001).